# Dicyrtomina violacea
Dicyrtomina violacea is een springstaartensoort uit de familie van de Dicyrtomidae. De wetenschappelijke naam van de soort is voor het eerst geldig gepubliceerd in 1898 door Krausbauer.